# Pierre Berthelot

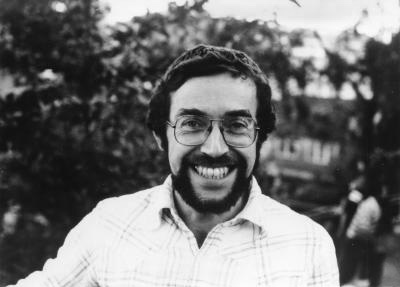
Pierre Berthelot in Berkeley, 1981

Pierre Berthelot (* 1943; † 6. oder 7. Dezember 2023) war ein französischer Mathematiker, der sich mit algebraischer Geometrie und Zahlentheorie beschäftigte.

## Leben
Berthelot studierte an der École normale supérieure (ab 1962). Er war ein Schüler von Alexandre Grothendieck, in dessen Seminar er in den 1960er Jahren in Paris mitwirkte. Mit Grothendieck und Luc Illusie gab er 1971 die Seminarnotizen des Séminaire de géométrie algébrique für 1966/67 (SGA 6) heraus. Er ist bekannt für seine Entwicklung der kristallinen Kohomologie in seiner Dissertation an der Universität Paris VII (1972), die 1974 in den Lecture Notes in Mathematics (Bd. 407) erschien (Cohomologie cristalline des schémas de caractéristique {\displaystyle p>0}). Er war Professor an der Universität Rennes I. Dort gründete er 1979 das Institut de Recherche Mathématique de Rennes (IRMAR), dessen erster Leiter er wurde.
Pierre Berthelot starb am 6. oder 7. Dezember 2023.

## Schriften
- Berthelot, Arthur Ogus: Notes on crystalline cohomology. Princeton University Press, Princeton, N.J.; University of Tokyo Press, Tokio 1978, ISBN 0-691-08218-9.